# Vyšný Žipov
Vyšný Žipov – wieś (obec) na Słowacji położona w kraju preszowskim, w powiecie Vranov nad Topľou. Pierwsze wzmianki o miejscowości pochodzą z 1363 roku.
Według danych z dnia 31 grudnia 2012 roku, wieś zamieszkiwało 1203 osób, w tym 597 kobiet i 606 mężczyzn.
W 2001 roku rozkład populacji względem narodowości i przynależności etnicznej wyglądał następująco:
- Słowacy – 96,8%
- Romowie – 2,87%
- Ukraińcy – 0,16%
- Węgrzy – 0,08%

Ze względu na wyznawaną religię struktura mieszkańców kształtowała się w 2001 roku następująco:
- Katolicy rzymscy – 34,75%
- Grekokatolicy – 7,05%
- Ewangelicy – 52,7%
- Prawosławni – 0,16%
- Ateiści – 1,97%
- Nie podano – 0,16%